# Tiermes
Tiermes lub Horra-galles – w mitologii Saamów bóg grzmotu i deszczu. Przypisywano mu władzę nad życiem i śmiercią. Przedstawiany w postaci antropomorficznej, jego atrybutem był młot (co może być śladem importu kulturowego od sąsiednich ludów germańskich, gdzie młot był symbolem Thora).
Tiermes był jednym z najważniejszych bóstw saamskich, jego wizerunki umieszczane były na bębnach szamańskich.